# Mandaguari

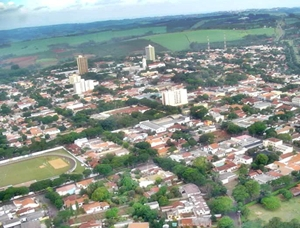

Mandaguari est une municipalité brésilienne située dans l'État du Paraná.